# Alīlah
Alīlah (persiska: آلايلَه, آلايل, اليله, Ālāylah) är en ort i Iran.   Den ligger i provinsen Ardabil, i den nordvästra delen av landet, 500 km nordväst om huvudstaden Teheran. Alīlah ligger 1 221 meter över havet och antalet invånare är 430.
Terrängen runt Alīlah är lite bergig. Runt Alīlah är det ganska tätbefolkat, med 70 invånare per kvadratkilometer. Närmaste större samhälle är Germī, 9,0 km nordväst om Alīlah. Trakten runt Alīlah består till största delen av jordbruksmark.